# 야시카 T2
야시카 T2(Yashica T2, Kyocera T)는 고품질의 랜즈를 탑재한 교세라의 35mm 컴팩트 카메라이다.

## 사양
- 랜즈: 칼 자이스 T* (코팅) 35mm, f/3.5 랜즈 (테사르)
- 자동초점
- 노출 제어: SPD 센서 탑재 프로그램된 자동노출 시스템.
- 셔터 개방 : 전자기식.
- 셔터 스피드: 1/8-1/500초
- 미터링 범위: EV 6.6-17 (ISO 100)
- 필름 감도: 자동인식
- 필름 전진 되감기: 자동 모터작동.
- 내장 플래시: 어두운 곳에서 자동 플래시.
- 배터리: 6V 리듐 2CR5